# ファビエンヌ・マルタン
ファビエンヌ・マルタン（仏: Fabienne Martin、1948年1月28日 - ）は、フランス・パリのファッションモデル事務所「FAMモデルエージェンシー」と企画事務所「エフィジ（Effigies）」の創立者。ローズマリー・マックグロッタ、トゥーキー・スミスやジェーン・バーキン、シャルロット・ゲンズブールなどを輩出した。

## 略歴
1978年ファッションモデル事務所「ファム（FAM）モデルエージェンシー」を立ち上げ、数々のトップモデルを生み出し女性美の新基準をつくった。1995年に当事務所は売却されることによってファビエンヌ・マルタンの手から離れることとなった。2001年にフランスで一番古い企画事務所「エフィジ（Effigies）」を立ち上げた。エフィジは2014年に閉鎖された。ファビエンヌ・マルタンが率いるエフィジはシャルロット・ゲンズブールなどの著名人や先鋭的アーティストらが所属していた。

## FAMモデルエージェンシーに所属していた当時のトップモデル
| Name of Modela           | モデル                         |
| ------------------------ | ------------------------------ |
| Rosemary McGrotha        | ローズマリー・マックグロッタ   |
| Claudia Van Ryssen       | クラウディア・ヴァン・ライセン |
| India Hicks              | インディア・ヒックス           |
| Sofia Coppola            | ソフィア・コッポラ             |
| Famke Janssen            | ファムケ・ヤンセン             |
| Susie Bick               | スージー・ビック               |
| Charlotte Flossaut-Pelle | シャーロット・フロソーペル     |
| Verde Visconti           | ヴェルド・ビスコンティ         |

## 日本ブランドとFAMモデルズの作品
- コムデギャルソン  （カタログ）　No.67 1981年3月5日発行[5]

フォトグラファー：Deborah Turbeville（英語版）
モデル：　Aurelia Weingarten, Kristin Bundesen
スタイリスト： Yumiko Hara
メイクアップアーティスト： Joelle
アートディレクター： Tohji Murata 
- コムデギャルソン  （カタログ） No.81 1983年7月5日発行[6]

フォトグラファー：ピーター・リンドバーグ
モデル：　カトゥーシャ・ニアヌ, Aurelia Weingarten
スタイリスト： Mako Yamazaki
ヘアー＆メイクアップアーティスト： Ray Allington
アートディレクター： Tohji Murata
- ヨウジヤマモト （カタログ）　1985年発行[7]

フォトグラファー：Paolo Roversi
モデル： Alison Cohn
- コムデギャルソン (カタログ）　No.88 1985年7月10日発行[8][9]

フォトグラファー：ピーター・リンドバーグ
モデル：　Veronika Webb
スタイリスト： Mako Yamazaki
ヘアースタイリスト： Julien D'ys.
メイクアップアーティスト： Stephane Marais
アートディレクター： Tohji Murata
- コムデギャルソン （カタログ） No.89 1985年7月10日発行[10]

フォトグラファー：  Paolo Roversi
モデル： Victoria Lockwood
- コムデギャルソン (カタログ）　No.14 1985年11月10日発行[11]

フォトグラファー：ピーター・リンドバーグ
モデル：Isabelle_Pasco（英語版）
スタイリスト： Mako Yamazaki
ヘアースタイリスト： Julien
メイクアップアーティスト： Stephan Marais
アートディレクター： Tohji Murata
- ヨウジヤマモト （カタログ）　1984年

フォトグラファー：Max Vadukul（英語版)
モデル: Arielle Burgelin, Lucy Cunningham, Gabriella Gröfevolt
- TOKIO KUMAGAÏ  (カタログ）  1987年？[12]

フォトグラファー：ピーター・リンドバーグ
モデル： Tanel Bedrossiantz
ヘアースタイリスト： Jacques Moisant 
アートディレクター： Bernard Baissait